# John Hawkes (novel·lista)
John Hawkes, nascut John Clendennin Talbot Burne Hawkes (Stamford, Connecticut, 17 d'agost de 1925 – Providence, Rhode Island, 15 de maig de 1998), fou un novel·lista estatunidenc postmodern, conegut per la intensitat de la seva obra, la qual va voler eliminar algunes limitacions tradicionals de la narrativa de ficció.

## Biografia
Nascut a Stamford, Connecticut, amb el nom de John Clendennin Talbot Burne Hawkes, Jr., va estudiar a la Universitat Harvard. A desgrat que va publicar la seva primera novel·la, The Cannibal, el 1949, fou The Lime Twing (1961) la que li donà renom i guanyà l'admiració de Thomas Pynchon. La segona novel·la, The Beetle Leg (1951), un western surrealista ambientat a Montana, fou acollit per molts crítics com una gesta important en el panorama de la novel·la estatunidenca del segle xx.
Hawkes impartí anglès a Harvard des del 1955 fins al 1958 i a Universitat de Brown des del 1958 fins a la seva jubilació el 1988. Entre els seus estudiants a Brown cal destacar Rick Moody i Jeffrey Eugenides.
Hawkes va morir a Providence, Rhode Island.

## Obra
- Charivari (1949)
- The Cannibal (1949)
- The Beetle Leg (1951)
- The Goose on the Grave (1954)
- The Owl (1954)
- The Lime Twig (1961)
- Second Skin (1964)
- The Innocent Party (plays) (1966)
- Lunar Landscapes (short stories) (1969)
- The Blood Oranges (1970)
- Death, Sleep, and the Traveler (1974)
- Travesty (1976)
- The Passion Artist (1979)
- Virginie Her Two Lives (1982)
- Humors of Blood & Skin: a John Hawkes reader (1984)
- Adventures in the Alaskan Skin Trade (1985)
- Innocence in extremis (1985)
- Whistlejacket (1988)
- Sweet William (1993)
- The Frog (1996)
- An Irish Eye (1997)

## Premis i nominacions
- 1962 - American Academy of Arts and Letters Academy Award.
- 1965 - National Book Award nomenament per Second Skin
- 1973 - Prix du Meilleur livre étranger per The Blood Oranges
- 1986 - Prix Médicis étranger per Adventures in the Alaskan Skin Trade
- 1990 - Lannan Literary Award.